# Aktivna optika
Aktivna optika je sistem koji omogućava kontrolu stalnog oblika primarnog ogledala kod teleskopa reflektora u realnom vremenu. Usled spoljnih uticaja (vetar, promena temperature, pomeranje samog instrumenta...) primarno ogledalo teleskopa menja svoj oblik što utiče na kvalitet slike. Izgradnja teleskopa sa ogledalom većim od 8 metara, pa čak i izgradnja segmentnih ogledala bez aktivne optike jednostavno nije moguća zbog velikih deformacija prouzrokovanih spoljnim uticajem.  

## O sistemu
Moderni teleskopi su uglavnom reflektorskog tipa. Njihov glavni deo je primarno ogledalo. Cilj primarnog ogledala je da sakupi svetlost (ili neki drugi deo spektra elektromagnetnog zračenja) koja dolazi is kosmosa i fokusira ga u jednu tačku, žižu. Što je primarno ogledalo veće može se sakupiti više svetlosti i samim tim posmatrati tamniji objekti, možemo slobodno da kažemo da važi pravilo "što veće to bolje". Sa druge strane dolazi do problema tehnološke prirode tj nemogućnosti izgradnje velikih primarnih ogledala jer će usled raznih spoljnih uticaja sam oblik ogledala trpeti velike promene. Problem ove vrste rešava se sistemom aktivne optike. 
Ime aktivna optika zapravo znači da sistem održava primarno ogledalo u optimalnom obliku, najčešće paraboloid ili hiperboloid, usled deformacija izazvanih spoljašnjim uticajima. Primarno ogledalo je uglavnom tanko, a samim tim i delimično elastično, te sa određenim motorima može menjati njegov oblik. Ceo proces je kompjuterizovan. 

Obzirom na tehnološke poteškoće pri izradi primarnog ogledala velikog dijametra, u novije vreme primarna ogledala obično se prave od šestougaonih segmenata tako da se jedno ogledalo sastoji od više stotina manjih. Aktivna optika se primenjuje i u slučajevima kada je primarno ogledalo segmentno.

## Istorija
Sistem aktivne optike razvila je Evropska južna opservatorija osamdesetih godina dvadesetog veka. 

## Poređenje sa adaptivnom optikom
Često dolazi do mešanja termina aktivne i adaptivne optike pa bi bilo zgodno kratko napomenuti razlike. Adaptivna optika se koristi kako bi se korigovao uticaj atmosfere na posmatranje. Stanje u atmosferi se jako često menja za razliku od promena oblika primarnog ogledala, što znači da sistem adaptivne optike funkcioniše mnogo češće tj par hiljada puta u sekundi.